# Edmond Jouhaud

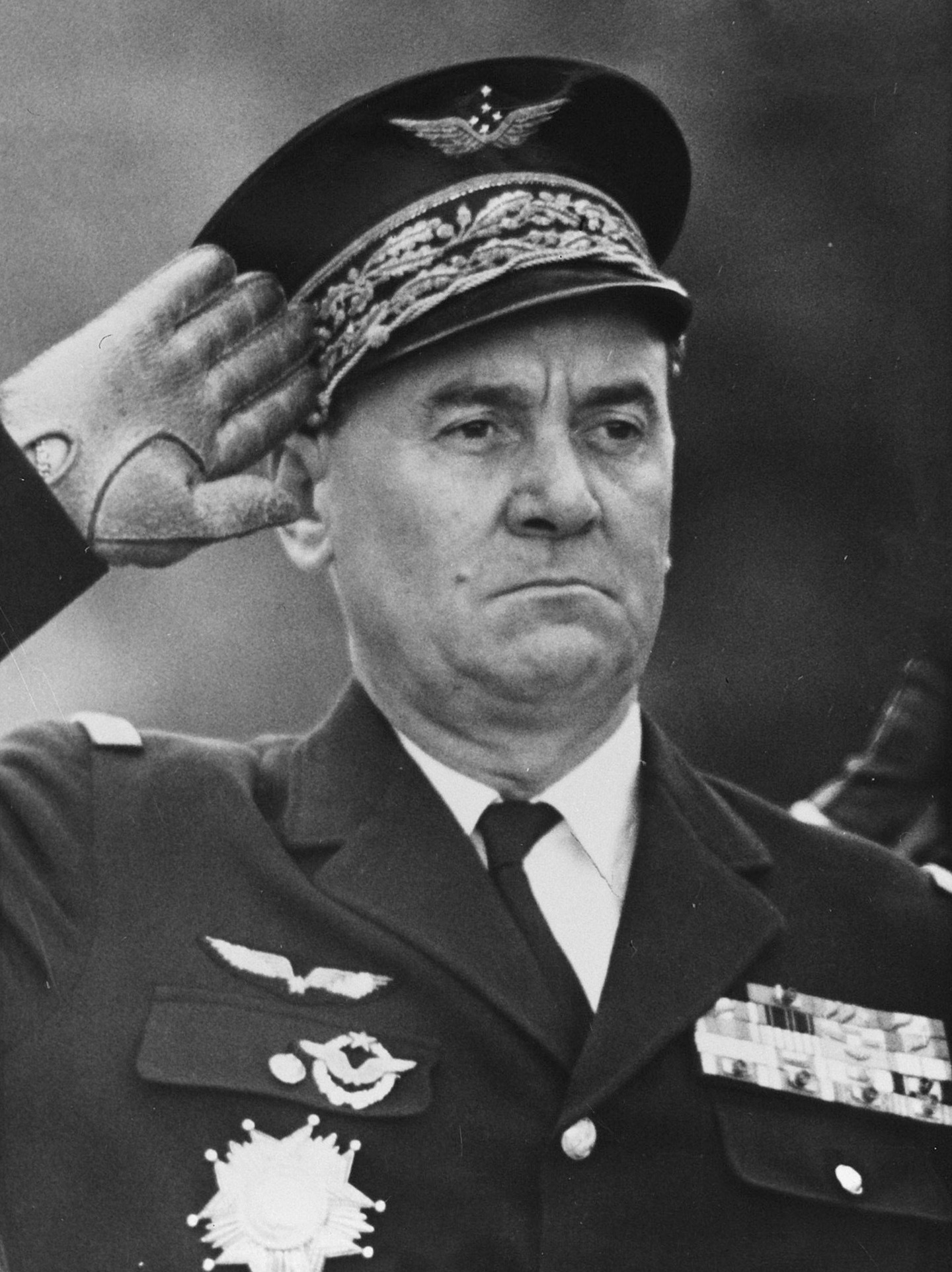
Edmond Jouhaud, 1961

Edmond Jouhaud (* 2. April 1905 in Ain-boucefar nahe Oran, Algerien; † 4. September 1995 in Royan) war ein französischer General. Er war 1961 beteiligt an einem Putschversuch, um die Unabhängigkeit Algeriens von Frankreich zu verhindern.

## Leben
Edmond Jouhaud wurde als Nachkomme von Pionieren korsischer Herkunft in Französisch-Nordafrika geboren. Nach seiner Schulausbildung in Algerien wurde er 1924 in die Militärschule Saint-Cyr aufgenommen. Während des Zweiten Weltkriegs war Jouhaud ein führender Kader der Forces françaises de l’intérieur in der Region Bordeaux. Bei Kriegsende hatte er den Rang eines Obersten inne. 1948 wurde er Stabschef der Luftstreitkräfte in Tunesien. Danach wurde er nach Französisch-Indochina versetzt. 1954 fungierte er als Oberbefehlshaber der dortigen Luftstreitkräfte.
Er war einer von vier Generälen, die am 21. April 1961 durch einen Putsch gegen Präsident De Gaulle versuchten, die Unabhängigkeit Algeriens zu verhindern. Zu dieser Zeit war er Generalinspekteur der Luftstreitkräfte in Nordafrika. Nach dem gescheiterten Putsch wurde er zum Stellvertreter Raoul Salans in der rechten Terrorgruppe Organisation de l’armée secrète (OAS), die einerseits gegen die Front de Libération Nationale, andererseits gegen die reguläre französische Armee kämpfte. Während Salan ins franquistische Spanien floh, blieb Jouhaud aus Loyalität zu seinem Geburtsort.
Jouhaud wurde im März 1962 verhaftet und von einem Militärgericht im Schnellverfahren zum Tode verurteilt. Nachdem allerdings Raoul Salan von einem Zivilgericht nur zu einer Gefängnisstrafe verurteilt worden war, wandte sich die öffentliche Meinung gegen Jouhauds Hinrichtung. Nachdem er die verbliebenen OAS-Aktivisten dazu aufgerufen hatte, die Waffen niederzulegen, wurde seine Todesstrafe durch Charles de Gaulle in eine Gefängnisstrafe umgewandelt, aus der er 1967 entlassen wurde. Ein Gesetz unter François Mitterrand bewirkte 1982 seine Rehabilitation.
Jouhaud gehörte vor dem Putsch zu den am höchsten dekorierten Offizieren des französischen Militärs. Seine politische Ausrichtung kann als pro-amerikanisch bezeichnet werden.

## Auszeichnungen und Ehrungen
- Ehrenlegion
  - 1931: Ritter
  - 1940: Offizier
  - 1947: Kommandeur
  - 1952: Großoffizier
- Croix de guerre 1939–1945
- Croix de guerre des TOE
- Croix de la Valeur militaire
- Médaille de la Résistance

Des Weiteren erhielt Jouhaud noch viele weitere ausländische Auszeichnungen. Die französische Stadt Saint-Laurent-du-Var ist die einzige Stadt in Frankreich, die Edmond Jouhaud verehrt. So gibt es dort einen Platz in der Nähe des Rathauses, der nach ihm benannt ist, sowie eine Schule und ein Schwimmbad, die seinen Namen verwenden.

## Schriften
- Histoire de l’Afrique du Nord, Les deux coqs d’or,
- Ô mon pays perdu - De Bou-Sfer à Tulle, Fayard, 1969,
- La vie est un combat - Souvenirs : 1924–1944, Fayard, 1975,
- Ce que je n’ai pas dit - Sakiet, OAS, Évian, Fayard, 1977,
- Youssouf, esclave, mamelouk et général de l’Armée d’Afrique, Robert Laffont, 1980
- Serons-nous enfin compris ?, Albin Michel, 1984.